# Royalton (Minnesota)
Royalton – miasto położone w środkowej części stanu Minnesota. 
Liczy 816 mieszkańców.